# Weywot
Weywot je měsíc planetky Quaoar, která obíhá v Kuiperově pásu za dráhou Neptunu. Weywot je relativně malý měsíc, jehož průměr dosahuje přibližně 74 km. Jeho hmotnost činí 1/2000 Quaoaru. Jeho objev oznámili astronomové Michael Brown a Terry-Ann Suerová 22. února 2007. Jméno měsíce vybírali příslušníci kmene Tongva, kteří se rozhodli pro jméno boha nebes Weywota, syna boha Quaoara. Mezinárodní astronomická unie nové jméno oficiálně zveřejnila 4. října 2009. Michael Brown se domnívá, že satelit pravděpodobně vznikl po srážce Quaoaru s jiným tělesem, během níž Quaoar přišel o velkou část svého pláště.